# Calogero Vizzini

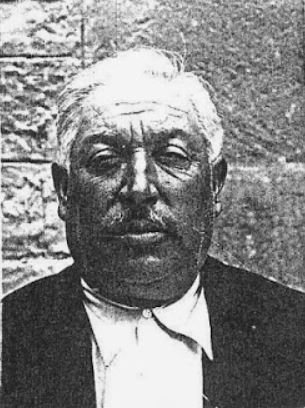
Calogero Vizzini (1935)

Calogero „Don Calò“ Vizzini (* 24. Juli 1877 in Villalba; † 10. Juli 1954 ebenda) war ein sizilianischer Mafiaboss in der Provinz Caltanissetta. Er galt als einer der einflussreichsten und legendärsten Mafiosi Siziliens. In den Medien wurde er oft als „Boss der Bosse“ dargestellt – obwohl es eine solche Position in der losen Struktur der Cosa Nostra nicht gab. Als Mafiosi wurde Vizzini ein mächtiger Schwarzhändler und Grundbesitzer mit Verbindungen zu Politik und Kirche. Er begrüßte die alliierten Streitkräfte bei der Invasion Siziliens 1943. Nach dem Zweiten Weltkrieg wurde er zur Personifizierung des Wiederaufblühen der Cosa Nostra während der alliierten Besatzung und der anschließenden Wiederherstellung der Demokratie. Anfänglich unterstützte er die Separatistenbewegung in Sizilien, wechselte aber zu den Christdemokraten, als klar wurde, dass die Unabhängigkeit Siziliens nicht zu erreichen war. Nach seinem Tod wurde sein Ruf als allmächtiger Mafiaboss zu einem Mythos, obwohl einige Historiker der 1990er Jahre einen derart großen Einfluss angezweifelt haben.

## Leben

### Kindheit und Jugend
Vizzini wurde 1877 in Villalba geboren, einem Dorf in der Provinz Caltanissetta mit damals etwa 4.000 Einwohnern. Dieses lag in einem Gebiet in der Mitte Siziliens, das als „Vallone“ bekannt war, eine arme Region, in der die meisten Menschen von der Subsistenzlandwirtschaft lebten. Sein Vater, Beniamino Vizzini, war ein Bauer, dem es gelang, in eine etwas wohlhabendere Familie einzuheiraten, die etwas Land besaß. Einige von seinen Familienmitgliedern erlangten hohe Positionen in der Katholischen Kirche und seine beiden Brüder wurden Priester. Er selbst blieb zeit seines Lebens ein Analphabet und lernte nie richtig lesen und schreiben. Er begann seine kriminelle Karriere 1895 und stieg in den Kreisen der Mafiosi auf. Die Mafia von Villalba war relativ jung, da sie nicht bis auf die 1860er Jahre zurückging, die Zeit, in der die Mafia um Palermo entstand. Sie begann als eine Form des privaten Schutzes und hat wenig mit großen Landgütern zu tun, wie es in vielen anderen ländlichen Gebieten der Fall war, wo viele Mafiosi als Hausmeister und Pächter (gabelloto oder Gerichtsvollzieher) für abwesende Grundbesitzer begannen.
Die Villalba-Mafia entstand als eigene soziale Organisation, das sich auf die Mitgliedschaft in kirchlich geförderten Vereinigungen stützte und ein beträchtliches Sozialkapital generierte. Später konzentrierte sie sich auf Schutzgelderpressung, bei der Dorfbewohner und Grundbesitzer gleichermaßen Gewalt, Einschüchterung und Omertà zum Opfer fielen. Don Calò erklärte einmal selbst, wie er die Mafia sah, als er von einem der berühmtesten Journalisten Italiens, Indro Montanelli, für den Corriere della Sera interviewt wurde (30. Oktober 1949):

„Es ist eine Tatsache, dass es in jeder Gesellschaft eine Kategorie von Menschen geben muss, die die Dinge wieder in Ordnung bringen, wenn die Situationen kompliziert werden. In der Regel sind das Funktionäre des Staates. Wo der Staat nicht anwesend ist oder nicht über genügend Macht verfügt, wird diese Aufgabe von Privatpersonen übernommen.“

Vizzinis kriminelles Dossier umfasste 39 Morde, sechs Mordversuche, 13 Fälle von Körperverletzung, 36 Raubüberfälle, 37 Diebstähle und 63 Erpressungen.

### Erster Weltkrieg und Mussolini-Ära
Bis zum Beginn des Ersten Weltkriegs war Vizzini zum Chef der Mafia in der Provinz Caltanissetta aufgestiegen und war ein lokaler Landbesitzer. Der Krieg bot den Mafiosi neue Möglichkeiten zur Selbstbereicherung, als die italienische Armee auf Sizilien Pferde und Maultiere für die Kavallerie und die Artillerie requirierte. Vizzini verkaufte der Armee zahlreiche gestohlene und kranke Tiere zum vollen Preis. Viele der Pferde und Maultiere starben an Krankheiten oder Altersschwäche, noch bevor sie das Schlachtfeld erreichten, und die Armee ordnete eine Untersuchung an. 1917 wurde Vizzini in erster Instanz wegen Betrugs, Korruption und Mordes zu 20 Jahren Haft verurteilt, aber dank mächtiger Freunde, die ihn entlasteten, wurde er später aus der Haft entlassen. Der Erste Weltkrieg ermöglichte es Vizzini ein Vermögen auf dem Schwarzmarkt zu verdienen und er stieg auch in den Bergbau ein. Don Calò baute sein Vermögen 1922 weiter aus, als er verärgerte Bauern anführte, die den abwesenden aristokratischen Grundbesitzern ihr Land wegnahmen. Vizzini kaufte drei Ländereien in der Region Villalba, teilte sie auf und übergab sie – angeblich ohne selbst zu verdienen – an eine von ihm gegründete Genossenschaft. Einem Dorfbewohner zufolge bekam zwar jeder Bauer eine Parzelle, aber Don Calò behielt mehr als 12.000 Hektar für sich selbst.
Aufgrund seiner starken lokalen Machtbasis hätte er sich zum Abgeordneten wählen lassen können. Er entschied sich allerdings gegen eine Karriere in der Politik. Vizzini unterhielt allerdings enge Kontakte zu dieser. Er nahm im Juli 1922 an einem Abendessen mit dem künftigen italienischen Machthaber Benito Mussolini in Mailand teil und unterstützte den Marsch Mussolinis auf Rom im Oktober 1922, indem er die Kolonne finanzierte, die von Sizilien aus auf Rom marschierte. Unter Mussolinis Herrschaft verschlechterte sich die Situation der Mafia auf Sizilien allerdings, da Mussolini keine anderen Mächte neben sich auf Sizilien duldete. Er ernannte Cesare Mori zum Präfekten von Palermo und erteilte ihm besondere Befugnisse zur Verfolgung der Mafia. Vizzini behauptete, von Mori inhaftiert worden zu sein, aber es gibt keine historischen Aufzeichnungen. Don Calò wurde vor Gericht gestellt und am 8. Januar 1931 freigesprochen. Die Polizei beschloss jedoch, ihn in eine Haftanstalt in der Basilikata zu schicken. Im Jahr 1937 konnte er nach Villalba zurückkehren.

### Zweiter Weltkrieg
Im Juli 1943 soll Calogero Vizzini der US-Armee bei der Invasion Siziliens während des Zweiten Weltkriegs (Operation Husky) geholfen haben. In den USA hatte das Office of Naval Intelligence (ONI) die Unterstützung der Mafia angeworben, um das Hafenviertel von New York City vor Sabotageakten der Achsenmächte zu schützen, nachdem die USA im Dezember 1941 in den Krieg eingetreten waren. Das ONI arbeitete mit Lucky Luciano und seinem Partner Meyer Lansky, einem jüdischen Mafioso, in der sogenannten Operation Underworld zusammen. Diese Kontakte wurden später auch während der Invasion Siziliens genutzt, welche von der Mafia unterstützt wurde, um Mussolini loszuwerden. Später wurde das Bündnis aufrechterhalten, um das Erstarken der Kommunisten auf der Insel einzudämmen. Die genaue Rolle von Vizzini während der Invasion der Amerikaner ist unklar, er soll aber eine Delegation der US-Armee empfangen und begrüßt haben. Die Mafia konnte nach dem Ende der Invasion ihre Macht auf Sizilien wieder herstellen.

### Bürgermeisteramt in Villalba und Schwarzhandel
Von den Alliierten wurde Vizzini zum Bürgermeister von Villalba ernannt und er wurde Ehrenoberst in der US Army. In dem Chaos, das auf die Invasion Siziliens und den Zusammenbruch des Faschismus folgte, verließ sich die amerikanische Armee oft auf den Rat hochrangiger Kirchenmänner, wem sie vertrauen sollte. Don Calò war einer von denen, die empfohlen wurden. Er war seit langem für katholische Sozialfonds tätig, und in seiner Familie gab es mehrere hochrangige Geistliche. Die amerikanischen Besatzungsbehörden schätzten Vizzini offenbar, weil er sich gegen die Faschisten gestellt hatte und auf der Insel über erhebliche politische Macht verfügte. Was Vizzini betrifft, so rühmte er sich gerne seiner ausgezeichneten Kontakte zu den Amerikanern. Er traf sich regelmäßig mit dem Office of Strategic Services und erstattete Bericht.
Aufgrund seiner ausgezeichneten Verbindungen wurde Vizzini auch zum „König“ des wuchernden Nachkriegsschwarzmarktes und ließ den allzu neugierigen Polizeichef von Villalba ermorden. Die Mafia raubte die Lager der landwirtschaftlichen Genossenschaft und die Lager der Armee aus und verkaufte Lebensmittel, Kleidung, Autos und Lastwagen in Palermo auf dem Schwarzmarkt. In Villalba war alle Macht in ihren Händen. Zusammen mit dem amerikanischen Gangster Vito Genovese, der 1937 nach Italien geflohen war, nachdem er des Mordes angeklagt worden war, baute Vizzini eines der größten Schwarzmarktgeschäfte in Süditalien auf.

### Politische Rolle in Sizilien
Vizzini unterstützte zunächst die separatistische Bewegung in Sizilien. Am 6. Dezember 1943 nahm Vizzini an der ersten geheimen regionalen Versammlung der sizilianischen Separatistenbewegung der Sizilianischen Unabhängigkeitsbewegung (Movimento Indipendentista Siciliano – MIS) in Catania teil. Auch zahlreiche weitere Mafiosi unterstützten die Separatisten. Die Amerikaner tolerierten diese Aktivitäten und unterstützten sie sogar, um sich Optionen offenzuhalten, falls der Rest Italiens von den Kommunisten übernommen werden sollte. Später vertrat Vizzini die Fronte Democratico d'Ordine Siciliano, eine politische Satellitenorganisation der Separatistenbewegung. Die Fronte war auf der Insel populär und trat für die Unabhängigkeit Siziliens unter amerikanischem Einfluss ein. Obwohl die Amerikaner nachdrücklich betonten, dass die Vereinigten Staaten Sizilien nicht als 49. Staat haben wollten, behaupteten Ende 1944 einige, dass die Ideen der Fronte das Ergebnis amerikanischer Propaganda waren, die vor der Invasion zum Separatismus ermutigt hatte. Die Anführer der Fronte verbreiteten Gerüchte, dass sie von den Vereinigten Staaten unterstützt und geschützt würden. Viele ihrer Mitglieder waren Teil der Mafia und Vizzini galt als ihr Anführer. Die Mafia zögerte allerdings die Unabhängigkeitsbewegung voll zu unterstützen.
Die meisten Mafiosi wechselten bald die Seiten und schlossen sich der Christdemokratischen Partei (Democrazia Cristiana – DC) an, als klar wurde, dass ein unabhängiges Sizilien nicht machbar war. 1945 stellten die Amerikaner ihre Unterstützung für die Separatistenbewegung ein und wandten sich den Christdemokraten zu. Bernardo Mattarella, einer der Parteiführer, trat an Vizzini heran um ihn dazu zu bewegen, die Separatisten zu verlassen und sich den Christdemokraten anzuschließen. In einem Artikel in der katholischen Zeitung Il Popolo begrüßte er 1945 den Beitritt Vizzinis zur DC. Die Christdemokraten tolerierten die Aktivitäten der Mafia im Gegenzug für politische Unterstützung.
Vizzinis Unterstützung für die DC war kein Geheimnis. Im Rahmen der entscheidenden Wahlen von 1948, die über die Zukunft Italiens in der Nachkriegszeit entscheiden sollten, traf Vizzini sich mit führenden DC-Politikern. Im Zuge des beginnenden Kalten Krieges waren die Wahlen von 1948 ein Triumph für die Christdemokraten, die Italien in den nächsten 45 Jahren in verschiedenen Koalitionen regieren sollten. Eines ihrer Hauptziele war es, die Kommunistische Partei Italiens – die größte kommunistische Partei in einem NATO-Mitgliedstaat – von der Macht fernzuhalten. Vizzini, ein überzeugter Antikommunist, der den Kampf der sizilianischen Bauern um Land ablehnte, organisierte in den beiden Nachkriegsjahren in seinem Gebiet eigene Bauerngenossenschaften, mit denen er die Anziehungskraft der linken Parteien ablenkte, seine Macht über die Bauern aufrechterhielt und seinen eigenen Zugang zu Land sicherte.

### Villalba-Vorfall
Vizzini befand sich in einem heftigen Streit um die Pacht des großen Anwesens Miccichè der Familie Trabia in Palermo mit einer bäuerlichen Genossenschaft unter der Leitung von Michele Pantaleone, der in Villalba die Sozialistische Partei Italiens (Partito Socialista Italiano – PSI) gegründet hatte. Vizzini hatte sich bemüht, Pantaleone zur Heirat mit seiner Nichte zu bewegen, war aber gescheitert. Pantaleone berichtete in der linken Presse über die Verbindungen zwischen Politik und Mafia. Aus Rache sorgte Don Calò dafür, dass die Ernten auf dem Land der Familie Pantaleone verwüstet wurden. Es gab auch einen gescheiterten Mordanschlag auf Pantaleone. Am 16. September 1944 sprachen die Führer des Blocco del popolo (Volksfront) in Sizilien, der Kommunist Girolamo Li Causi und Pantaleone, auf einer Kundgebung in Villalba zu den landlosen Arbeitern und forderten Don Calò auf seinem persönlichen Territorium heraus. Die Kundgebung endete in Streitigkeiten zwischen beiden Seiten und einer Schießerei, bei der 14 Personen, darunter Li Causi und Pantaleone, verletzt wurden.
Nach Vizzinis eigenem Bericht, La Verità sui Fatti di Villalba („Die Wahrheit über die Ereignisse in Villalba“), der in separatistischen Zeitungen erschien, war es der Kommunist, der die Schießerei begonnen hatte. Die Carabinieri stellten rasch die Ordnung wieder her und verhafteten acht Personen. Mehrere andere, darunter auch Vizzini, entzogen sich der polizeilichen Fahndung. Sechzig Personen wurden verhört, aber die Ermittlungen waren von Anfang an zum Scheitern verurteilt.
Das Attentat von Villalba bildete den Auftakt zu einer langen Reihe von Angriffen der Mafia auf politische Aktivisten, Gewerkschaftsführer und einfache Bauern, die sich gegen die Herrschaft der Mafia wehrten. In den folgenden Jahren wurden viele führende Vertreter der Linken getötet oder auf andere Weise angegriffen, was in der Ermordung von elf Menschen und der Verwundung von mehr als dreißig bei einer Arbeiterparade am 1. Mai in Portella della Ginestra gipfelte. Das Massaker von Portella della Ginestra wurde dem Banditen- und Separatistenführer Salvatore Giuliano zugeschrieben. Dennoch wurde die Mafia verdächtigt, an diesem Blutbad und zahlreichen anderen Angriffen auf linke Organisationen und Führer beteiligt gewesen zu sein.

### Tod und Begräbnis
Don Calò Vizzini starb am 10. Juli 1954 im Alter von 76 Jahren bei Villalba in einem Krankenwagen, der ihn von einer Klinik in Palermo nach Hause bringen sollte. Tausende von schwarz gekleideten Bauern, Politikern und Priestern nahmen an seiner Beerdigung teil, darunter auch zahlreiche Mafiabosse von der Insel. Sogar die amerikanische New York Times berichtete über den Tod des lokalen Mafiabosses.
Die öffentlichen Ämter von Villalba und die Zentrale der Christdemokraten blieben eine Woche lang geschlossen, um zu trauern. An der Kirchentür wurde eine Elegie für Vizzini angebracht. Sie lautete:

„Demütig mit den Demütigen. Groß mit den Großen. Er zeigte mit Worten und Taten, dass seine Mafia nicht kriminell war. Sie stand für den Respekt vor dem Gesetz, die Verteidigung aller Rechte, die Größe des Charakters: Sie war Liebe.“

Seiner Familie hinterließ er ein großes Vermögen. Don Calò war unverheiratet geblieben, nachdem er im Alter von 20 Jahren eine Liebesaffäre mit einem Mädchen aus der Gegend, Concettina, hatte. Ihre Eltern lebten jedoch in den Vereinigten Staaten und holten sie zu sich, und Vizzini wollte seine Heimat Villalba nicht verlassen.

## Erbe
Obwohl Vizzini im Laufe seines Lebens umfangreichen Landbesitz erwarb, sieht ihn der Mafia-Historiker Salvatore Lupo eher als Verwalter der großen feudalen Ländereien denn als Beschützer dieses Systems. Vizzini sorgte auch dafür, dass die örtlichen Bauern (insbesondere die in katholischen Genossenschaften organisierten) ihren Anteil am Land bekamen, nachdem er sich seinen Anteil gesichert hatte. Als eine Bodenreform 1950 in Kraft trat, konnten Mafiosi wie Vizzini ihre traditionelle Rolle als Vermittler zwischen den Bauern, den Grundherren und dem Staat wahrnehmen. Sie konnten den großen Landhunger der Bauern ausnutzen, von den Grundbesitzern Zugeständnisse als Gegenleistung für die Begrenzung der Auswirkungen der Reform erwirken und durch ihre Vermittlung bei Landverkäufen erhebliche Gewinne erzielen.
Don Calò Vizzini war der Archetyp des paternalistischen „Ehrenmannes“ einer vergangenen Epoche des ländlichen und halbfeudalen Siziliens, das bis in die 1960er Jahre existierte, wo ein Mafioso von einigen als sozialer Vermittler und als Mann für Ordnung und Frieden angesehen wurde. In der ersten Phase seiner Karriere setzte er Gewalt ein, um seine Position zu festigen, aber in der zweiten Phase schränkte er den Einsatz von Gewalt ein, wandte sich hauptsächlich legalen Einnahmequellen zu und übte seine Macht auf offene und legitime Weise aus. In der Öffentlichkeit gab er sich bescheiden.
„Wenn ich sterbe, stirbt die Mafia“, sagte Vizzini einmal zu Indro Montanelli. Doch mit dem Tod Vizzinis verschwand seine altmodische, traditionelle, ländliche Mafia langsam und wurde durch eine modernere, oft urbane Version des Gangstertums ersetzt, die sich auf Zigarettenschmuggel, Drogenhandel und der Wäsche ihrer Einnahmen im Baugewerbe und der Immobilienentwicklung konzentrierte. Noch zu Lebzeiten und nach seinem Tod nahm Vizzinis Status als allmächtiger Mafiaboss mythische Ausmaße an.